# Parafia Matki Bożej Miłosierdzia Ostrobramskiej w Rucianem-Nidzie
Parafia Matki Bożej Miłosierdzia Ostrobramskiej w Rucianem-Nidzie – parafia została utworzona w 1962 roku. 

## Historia
Parafia powstała w 1962 roku i należy do dekanatu Pisz diecezji ełckiej. Kościół parafialny został zbudowany w 1910 jako ewangelicki. Mieści się przy ulicy Dworcowej 32 w Rucianem-Nidzie.

## Proboszczowie
- ks. kan Stanisław Ławrynowicz (1988–2020)[1]
- ks. kan. Waldemar Barnak (od 2020)[1]